# Ramdien Sardjoe
Ramdien (Ram) Sardjoe (district Suriname, 10 oktober 1935) is een Surinaams oud-politicus en voormalig Vicepresident van 2005 tot 2010.

## Biografie
Sardjoe was aanvankelijk onderwijzer. Als Hindoestaan sloot hij zich aan bij de meest voor de hand liggende politieke partij, namelijk de Verenigde Hindoestaanse Partij (VHP; tegenwoordig Vooruitstrevende Hervormings Partij).
In 1953 richtte hij de sociaal-culturele vereniging "Hindostani Nawyuwak Sabha" (HNS) op. Hij bekleedde de functies van secretaris en voorzitter.
Nadat het Statenlid J.H. Adhin midden 1964 minister werd, volgde Sardjoe hem op als lid van de Staten van Suriname (voorloper van De Nationale Assemblée).
Na het overlijden van Jagernath Lachmon (2001) was Sardjoe voorzitter van de VHP. Hij werd in 2006 herkozen tot voorzitter van de VHP, en in 2011 werd hij opgevolgd door Chan Santokhi, na jarenlange interne strubbelingen binnen de VHP, waarbij vooral de partijdemocratie ter discussie stond; jongeren en personen met vernieuwingsideeën kregen geen kans. Dat door die interne strijd enorm veel verdeeldheid werd gezaaid, mag als erfenis van de halsstarrige houding van Sardjoe worden bestempeld. Thans is Sardjoe erevoorzitter van de VHP.
Van november 2001 tot medio 2005 was Sardjoe voorzitter van de Nationale Assemblée. Een functie die hij heel succesvol had vervuld. Van alle parlementsvoorzitters voor hem heeft hij de meeste wetten in het eerste jaar kunnen behandelen.

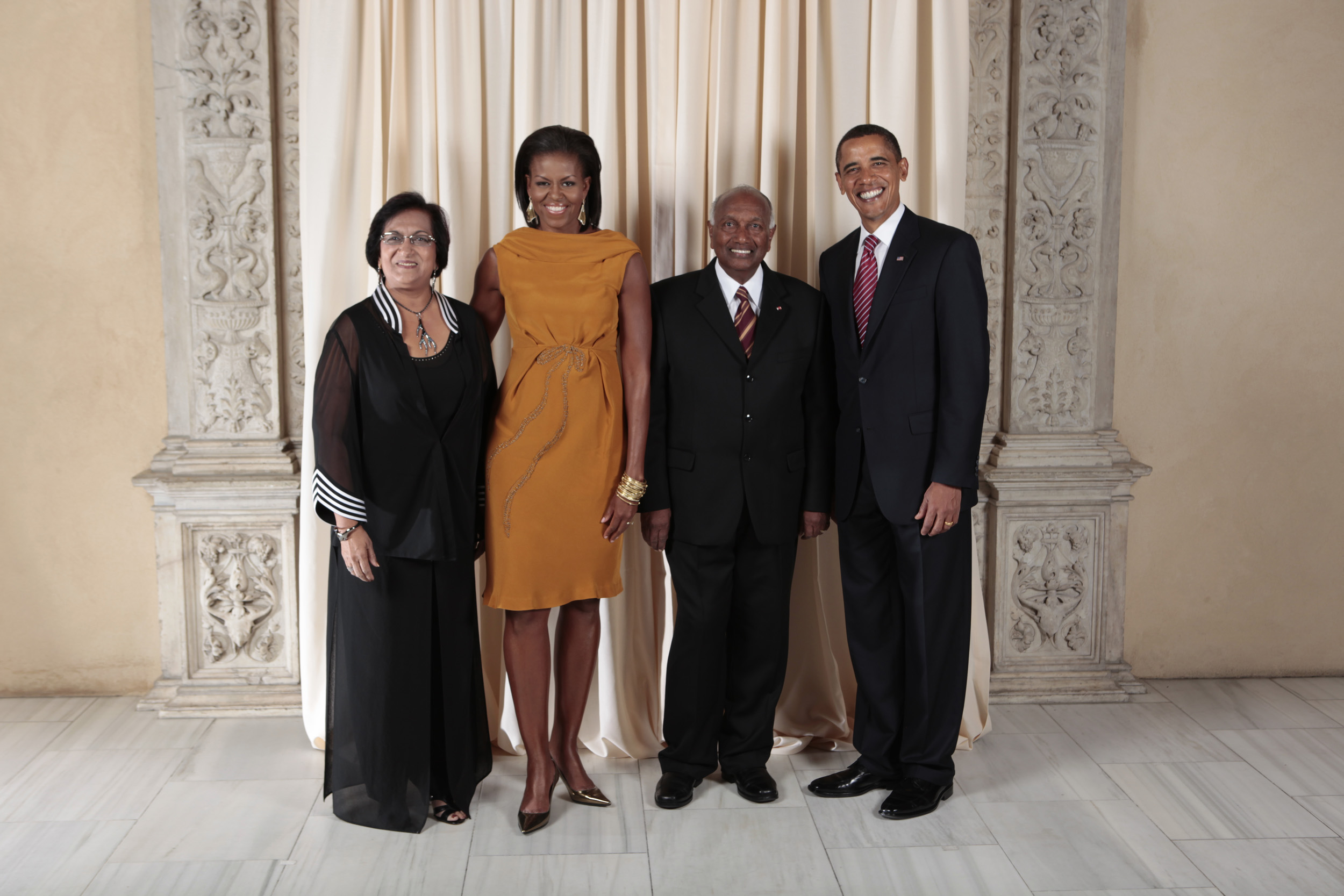
De echtparen Sardjoe en Obama, 2009

Van 2005 tot 2010 was hij in de regering Venetiaan III vicepresident van Suriname.
Ramdien Sardjoe heeft vijf kinderen, vier zonen en één dochter.
Hij is Officier in de Orde van de Nederlandse Leeuw en Groot-Officier in de Ere-Orde van de Gele Ster.